# Phillimon Chepita
 (mai 2015).
Si vous disposez d'ouvrages ou d'articles de référence ou si vous connaissez des sites web de qualité traitant du thème abordé ici, merci de compléter l'article en donnant les références utiles à sa vérifiabilité et en les liant à la section « Notes et références ».
En pratique : Quelles sources sont attendues ? Comment ajouter mes sources ?
Phillimon Chepita (né le 2 février 1981 en Zambie) est un joueur de football international zambien, qui évoluait au poste d'attaquant.

## Biographie

### Carrière en sélection
Avec l'équipe de Zambie, il joue 5 matchs (pour un but inscrit) entre 2000 et 2002. 
Il figure dans le groupe des sélectionnés lors de la Coupe d'Afrique des nations de 2002 organisée au Mali.

## Palmarès
| Perlis FA \| - Championnat de Malaisie (1) : - Champion : 2005. - Meilleur buteur : 2003 (23 buts). - Coupe de Malaisie (2) : - Vainqueur : 2004 et 2006. - Finaliste : 2005. \| \| - Coupe de la Fédération de Malaisie : - Finaliste : 2003, 2006 et 2007. \| |  | Al Jaish - Championnat de Syrie (1) : - Champion : 2009-10.              |
| - Championnat de Malaisie (1) : - Champion : 2005. - Meilleur buteur : 2003 (23 buts). - Coupe de Malaisie (2) : - Vainqueur : 2004 et 2006. - Finaliste : 2005.                                                                                                |  | - Coupe de la Fédération de Malaisie : - Finaliste : 2003, 2006 et 2007. |